# Bosnisch-herzegowinischer Fußball-Cup 2019/20
Der bosnisch-herzegowinische Fußballpokal 2019/20 (in der Landessprache Kup Bosne i Hercegovine) wurde zum 26. Mal ausgespielt. Titelverteidiger FK Sarajevo schied im Achtelfinale gegen NK Široki Brijeg aus.
Die Runden wurden jeweils in einem Spiel entschieden. War ein Elfmeterschießen nötig, geschah dies ohne vorherige Verlängerung. Nach dem Viertelfinale wurde der Wettbewerb wegen der anhaltenden COVID-19-Pandemie in Bosnien und Herzegowina zunächst verschoben und am 1. Juni 2020 für beendet erklärt. Ein Sieger wurde deshalb nicht gekürt.

## Teilnehmende Mannschaften
Für die erste Runde waren folgende 32 Mannschaften sportlich qualifiziert:
| Premijer Liga 12 Vereine der Saison 2019/20 | Erste Liga FBiH 11 Vereine der Saison 2019/20 | Erste Liga RS 7 Vereine der Saison 2019/20                                                                                          |
| FK Borac Banja Luka FK Radnik Bijeljina NK Široki Brijeg FK Velež Mostar FK Mladost Doboj Kakanj HŠK Zrinjski Mostar FK Željezničar Sarajevo FK Sarajevo (TV) FK Tuzla City FK Sloboda Tuzla NK Čelik Zenica FK Zvijezda 09 | NK Jedinstvo Bihać FK Budućnost Banovići NK Bratstvo Gračanica NK GOŠK Gabela NK Zvijezda Gradačac FK Radnik Hadžići FK Rudar Kakanj HNK Orašje NK Travnik NK TOŠK Tešanj FK Olimpik Sarajevo | FK Alfa Modriča FK Kozara Gradiška FK Krupa na Vrbasu NK Sloga Ljubuški FK Tekstilac Derventa FK Rudar Prijedor FK Slavija Sarajevo |
| | Föderation BiH 1 Verein der Saison 2019/20 | Republika Srpska 1 Verein Saison 2019/20                                                                                            |
| | - Druga Liga Gruppe West FK Ljubić Prnjavor 1 | - Regionalliga Gruppe Ost FK Skugrić 1964                                                                                           |

## 1. Runde
Die Spiele fanden am 18. September statt.
| Datum                 |                       | Ergebnis              |                         |
| --------------------- | --------------------- | --------------------- | ----------------------- |
| 18.09.2019, 16:30 Uhr | FK Krupa na Vrbasu    | 0:0 (6:7 i. E.)       | FK Tuzla City           |
| 18.09.2019, 16:30 Uhr | NK Bratstvo Gračanica | 2:3 (1:2)             | FK Velež Mostar         |
| 18.09.2019, 16:30 Uhr | FK Kozara Gradiška    | 1:1 (1:0) (3:5 i. E.) | FK Sloboda Tuzla        |
| 18.09.2019, 16:30 Uhr | NK GOŠK Gabela        | 1:1 (1:1) (4:2 i. E.) | FK Radnik Bijeljina     |
| 18.09.2019, 16:30 Uhr | NK Sloga Ljubuški     | 2:4 (2:1)             | FK Sarajevo             |
| 18.09.2019, 16:30 Uhr | FK Tekstilac Derventa | 0:3 (0:2)             | FK Željezničar Sarajevo |
| 18.09.2019, 16:30 Uhr | HNK Orašje            | 0:4 (0:2)             | FK Borac Banja Luka     |
| 18.09.2019, 16:30 Uhr | FK Rudar Kakanj       | 3:0 (1:0)             | NK Čelik Zenica         |
| 18.09.2019, 16:30 Uhr | FK Alfa Modriča       | 0:3 (0:2)             | FK Zvijezda 09          |
| 18.09.2019, 16:30 Uhr | NK Jedinstvo Bihać    | 1:2 (0:0)             | FK Mladost Doboj Kakanj |
| 18.09.2019, 16:30 Uhr | FK Budućnost Banovići | 1:1 (0:0) (1:4 i. E.) | NK Široki Brijeg        |
| 18.09.2019, 16:30 Uhr | NK Zvijezda Gradačac  | 0:4 (0:2)             | HŠK Zrinjski Mostar     |
| 18.09.2019, 16:30 Uhr | FK Rudar Prijedor     | 4:1 (2:1)             | FK Slavija Sarajevo     |
| 18.09.2019, 16:30 Uhr | FK Olimpik Sarajevo   | 2:1 (1:0)             | FK Radnik Hadžići       |
| 18.09.2019, 16:30 Uhr | FK Ljubić Prnjavor    | 1:1 (1:0) (4:3 i. E.) | NK Travnik              |
| 18.09.2019, 16:30 Uhr | FK Skugrić 1964       | 0:10 (0:4)0           | NK TOŠK Tešanj          |

## Achtelfinale
Die Spiele fanden am 2. Oktober 2019 statt.
| Datum                 |                         | Ergebnis        |                         |
| --------------------- | ----------------------- | --------------- | ----------------------- |
| 02.10.2019, 15:30 Uhr | HŠK Zrinjski Mostar     | 2:0 (2:0)       | FK Sloboda Tuzla        |
| 02.10.2019, 15:30 Uhr | FK Olimpik Sarajevo     | 3:0 (2:0)       | NK TOŠK Tešanj          |
| 02.10.2019, 15:30 Uhr | FK Ljubić Prnjavor      | 0:2 (0:1)       | NK GOŠK Gabela          |
| 02.10.2019, 15:30 Uhr | FK Rudar Prijedor       | 0:0 (4:5 i. E.) | FK Rudar Kakanj         |
| 02.10.2019, 15:30 Uhr | FK Zvijezda 09          | 0:6 (0:4)       | FK Borac Banja Luka     |
| 02.10.2019, 15:30 Uhr | FK Tuzla City           | 1:0 (0:0)       | FK Velež Mostar         |
| 02.10.2019, 18:00 Uhr | FK Željezničar Sarajevo | 6:1 (2:0)       | FK Mladost Doboj Kakanj |
| 02.10.2019, 18:30 Uhr | NK Široki Brijeg        | 3:2 (1:1)       | FK Sarajevo             |

## Viertelfinale
Die Spiele fanden am 4. März 2020 statt.
| Datum                 |                     | Ergebnis              |                         |
| --------------------- | ------------------- | --------------------- | ----------------------- |
| 04.03.2020, 15:00 Uhr | FK Rudar Kakanj     | 0:3 (0:1)             | NK GOŠK Gabela          |
| 04.03.2020, 16:30 Uhr | HŠK Zrinjski Mostar | 2:1 (1:0)             | FK Tuzla City           |
| 04.03.2020, 18:00 Uhr | NK Široki Brijeg    | 3:1 (1:0) (5:4 i. E.) | FK Olimpik Sarajevo     |
| 04.03.2020, 18:00 Uhr | FK Borac Banja Luka | 0:2 (0:0)             | FK Željezničar Sarajevo |